# Sebastian Wielogłowski
Sebastian Wielogłowski herbu Starykoń (ur. ok. 1520 roku – zm. ok. 1581 roku) – członek komisji do rewizji królewszczyzn na sejmie 1563/1564 roku.
Poseł na sejm warszawski 1556/1557 roku, sejm piotrkowski 1562/1563 roku i sejm warszawski 1563/1564 roku z województwa krakowskiego.
Był wyznawcą kalwinizmu.